# Amphiodia tabogae
Amphiodia tabogae är en ormstjärneart som beskrevs av Nielsen 1932. Amphiodia tabogae ingår i släktet Amphiodia och familjen trådormstjärnor. Inga underarter finns listade i Catalogue of Life.